# Audiology and Neuro-Otology
Audiology and Neuro-Otology is een internationaal, aan collegiale toetsing onderworpen wetenschappelijk tijdschrift op het gebied van de audiologie en de neuro-otorinolaryngologie. De naam wordt in literatuurverwijzingen meestal afgekort tot Audiol. Neuro Otol. Het wordt uitgegeven door S. Karger AG en verschijnt 6 keer per jaar.